# 新石器早期洞穴遗址
新石器早期洞穴遗址，位于中国广东省清远市英德市青塘镇，为清远市英德市的一个市级文物保护单位，类型为古遗址，公布时间为1978年12月。
新石器早期洞穴遗址的历史年代为新石器时代早期。